# San Marcos (Guatemala)
San Marcos ist eine Stadt in Guatemala und Verwaltungssitz des Departamentos San Marcos sowie der gleichnamigen Großgemeinde (Municipio), die 121 km² umfasst. San Marcos bildet zusammen mit der im Osten angrenzenden Stadt San Pedro Sacatepéquez ein zusammenhängendes Siedlungsgebiet, in dem etwa 80.000 Menschen leben.

## Lage und Klima
Die Stadt liegt etwa 250 km nordwestlich von Guatemala-Stadt und 52 km nordwestlich von Quetzaltenango im Hochland der Sierra Madre auf 2398 m Höhe. Man erreicht San Marcos von Guatemala-Stadt aus auf der Interamericana (CA 1) und der bei Cuatro Caminos nach Südwesten abzweigenden Nationalstraße 1.
San Marcos liegt im Valle de Candacuchex (dt. „kalter Ort“) in der Nähe des 4220 m hohen Tajumulco. Das Klima ist gemäßigt bis kalt.

## Wirtschaft und Tourismus
San Marcos und San Pedro liegen an einem alten Handelsweg nach Mexiko. Einerseits profitieren sie wirtschaftlich noch immer vom Durchgangsverkehr, andererseits bringt die Nähe der mexikanisch-guatemaltekischen Grenze auf Grund des Drogen- und Menschenschmuggels auch Probleme mit sich. San Marcos ist ein Handelszentrum für landwirtschaftliche Erzeugnisse. Die Stadt ist auch für ihre Textilproduktion bekannt.
San Marcos bietet nicht viele touristische Attraktionen. Sehenswert ist der Friedhof und das tempelähnliche Gebäude der Stadtverwaltung (Palacio Maya). Das etwas wohlhabendere San Pedro Sacatepéquez ist für seine öffentlichen Feierlichkeiten in der Karwoche (Semana Santa) bekannt. Beide Orte eignen sich als Ausgangspunkt für Ausflüge in die umliegende Bergwelt der Sierra Madre. Bei Agua Tibia gibt es heiße Quellen.

## Geschichte
1533 unterwarf Juan de León y Cardona im Auftrag von Pedro de Alvarado die im Candacuchex-Tal lebenden Mam. Spanische Soldaten und Dominikaner gründeten zusammen mit mexikanischen Söldnern eine kleine Siedlung, die später als El Barrio zum Corregimiento de Quetzaltenango gehörte. Ende des 18. Jahrhunderts wurde der Ort durch Erdbeben fast völlig zerstört. Nach der Unabhängigkeit von Spanien gehörte er zusammen mit dem ganzen Westen zunächst zum Estado de Los Altos, dem so genannten sechsten Staat der Zentralamerikanischen Konföderation. Eine dem Evangelisten Markus geweihte Kirche gab San Marcos und schließlich auch dem 1866 geschaffenen Departamento den Namen. Ende des 19. Jahrhunderts versuchte die Regierung Guatemalas die Rivalität zwischen San Marcos und San Pedro Sacatepéquez durch eine per Dekret angeordnete Zusammenlegung zur Stadt La Unión zu beenden. Die Union hielt jedoch nur bis 1945. Die beiden Städte, die jeweils Verwaltungssitz zweier verschiedener Municipios sind, trennt eine breite Allee. San Marcos wurde 1950 Bischofssitz. Der ehemalige Vorort San Pedro ist heute etwas größer als San Marcos.